# 潘基亚
潘基亚（義大利語：Panchià）是意大利特伦托自治省的一个市镇。总面积20平方公里，人口755人，人口密度37.8人/平方公里（2009年）。ISTAT代码为022134。